# Liste des maires d'Issendolus

## Liste des maires
| Période          | Période              | Identité             | Étiquette | Qualité                                     |
| ---------------- | -------------------- | -------------------- | --------- | ------------------------------------------- |
| 23 décembre 1792 | 1796                 | Jean Nastorg         |           |                                             |
| 1796             | 1798                 | Jean Vieilhescazes   |           |                                             |
| 1798             | 1800                 | Jean Montet          |           |                                             |
| 1800             | 1808                 | Jean Vieilhescazes   |           |                                             |
| 1808             | 1811                 | Jean Nastorg         |           |                                             |
| 1811             | 1831                 | Jean-Gabriel Lescole |           |                                             |
| 1831             | 1835                 | Pierre Amadieu       |           |                                             |
| 1835             | 1837                 | Jean-Pierre Grimal   |           |                                             |
| 1837             | 1848                 | Louis Lamothe        |           |                                             |
| 1848             | 1865                 | Jacques Fabre        |           |                                             |
| 1865             | 1878                 | Jean-Pierre Brunet   |           |                                             |
| 1878             | 1881                 | Baptiste Bonafoucie  |           |                                             |
| 1881             | 1888                 | Jean-Pierre Tournié  |           |                                             |
| 1888             | 1892                 | Julien Meyzen        |           |                                             |
| 1892             | 1919 (décès)         | Henry Grimal         |           |                                             |
| 1919             | 10 août 1920 (décès) | Ambroise Bergougnoux |           |                                             |
| 1920             | 1934 (décès)         | Léopold Vernet       |           |                                             |
| 1934             | 1935                 | Elie Bonafoucie      |           | Exerce la fonction en tant qu'adjoint.      |
| 1935             | 1942 (démission)     | Léonce Vernet        |           |                                             |
| 1942             | 1960 (décès)         | Marius Aubin         |           | Désigné par Vichy, puis réélu par la suite. |
| 1960             | 1977                 | Camille Brunet       |           |                                             |
| 1977             | 1989                 | Jean-Claude Dellac   |           |                                             |
| 1989             | 2020                 | Patrick Dellac       |           | Retraité.                                   |
| 2020             | En cours             | Éric Dubarry         |           |                                             |

## Pour approfondir